# Федорки (Пермский край)
Федорки (баш. Фиҙеркә) — село в Бардымском районе Пермского края на реке Малая Амзя. Административный центр Федорковского сельского поселения.
Находится примерно в 23 км к северо-западу от центра села Барда.

## История
Село известно с 1785 года, как деревня Федорова. Местное название деревни — Эчмитче (тат. Эчмитче, Өчмәче, Eçmitçe, Öçmäçe, баш. Өчмөчтө, Өсмөсө).

## Население
По результатам переписи 2010 года численность населения составила 371 человек, в том числе 181 мужчина и 190 женщин.
В 2005 году численность населения составляла 502 человека.
Ранее численность населения составляла: 596 человек (1869 год), 1105 человек (1926 год). В 1926 году в селе проживало 1069 башкир и 23 русских.

## Религия
Мечети
- Мечеть Мирхайдара